# Grossgarage Schlotterbeck

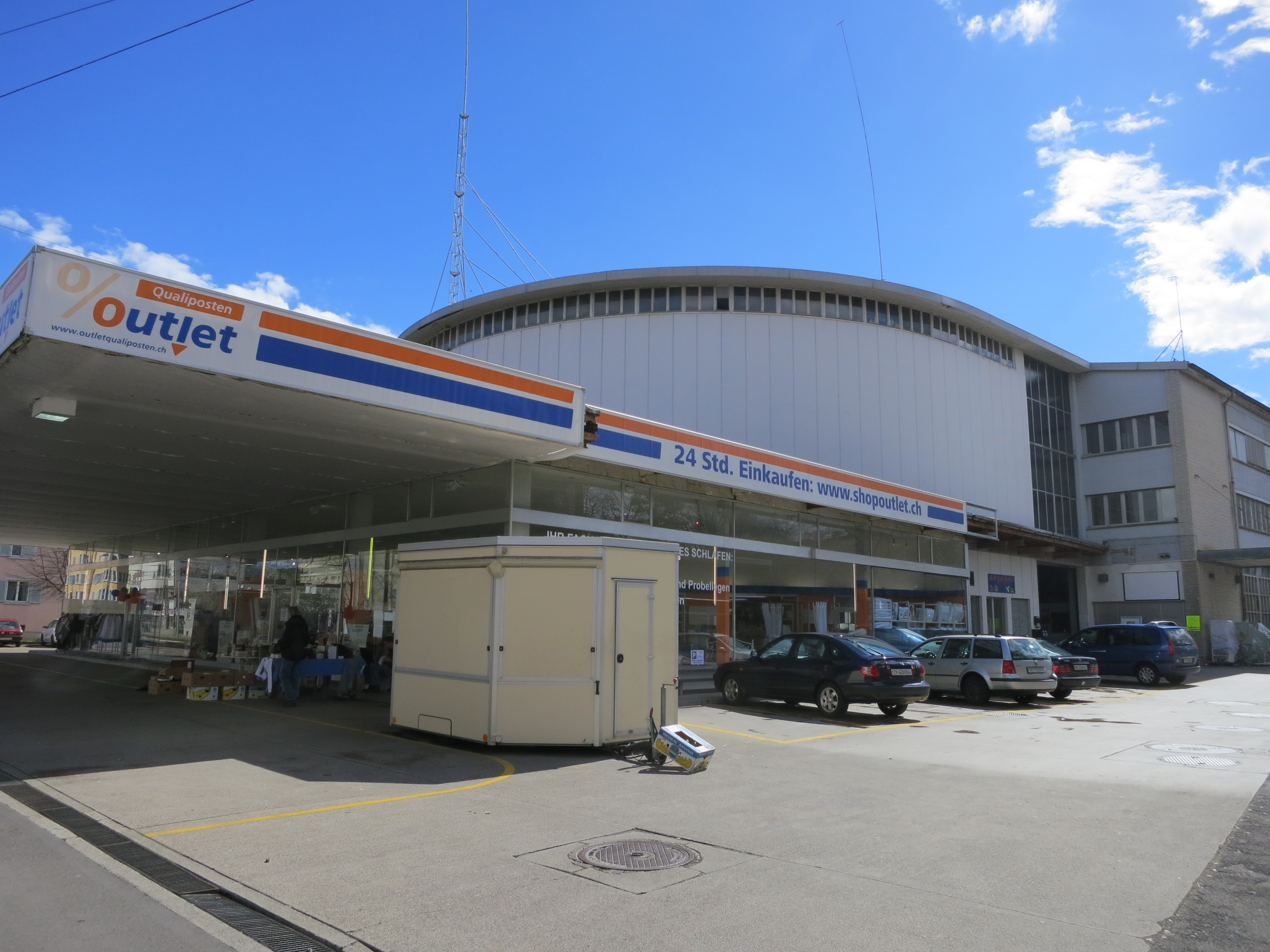
Ehemalige Citroën-Grossgarage Schlotterbeck: Ausstellungsraum, Rampenturm und Werkstatthalle

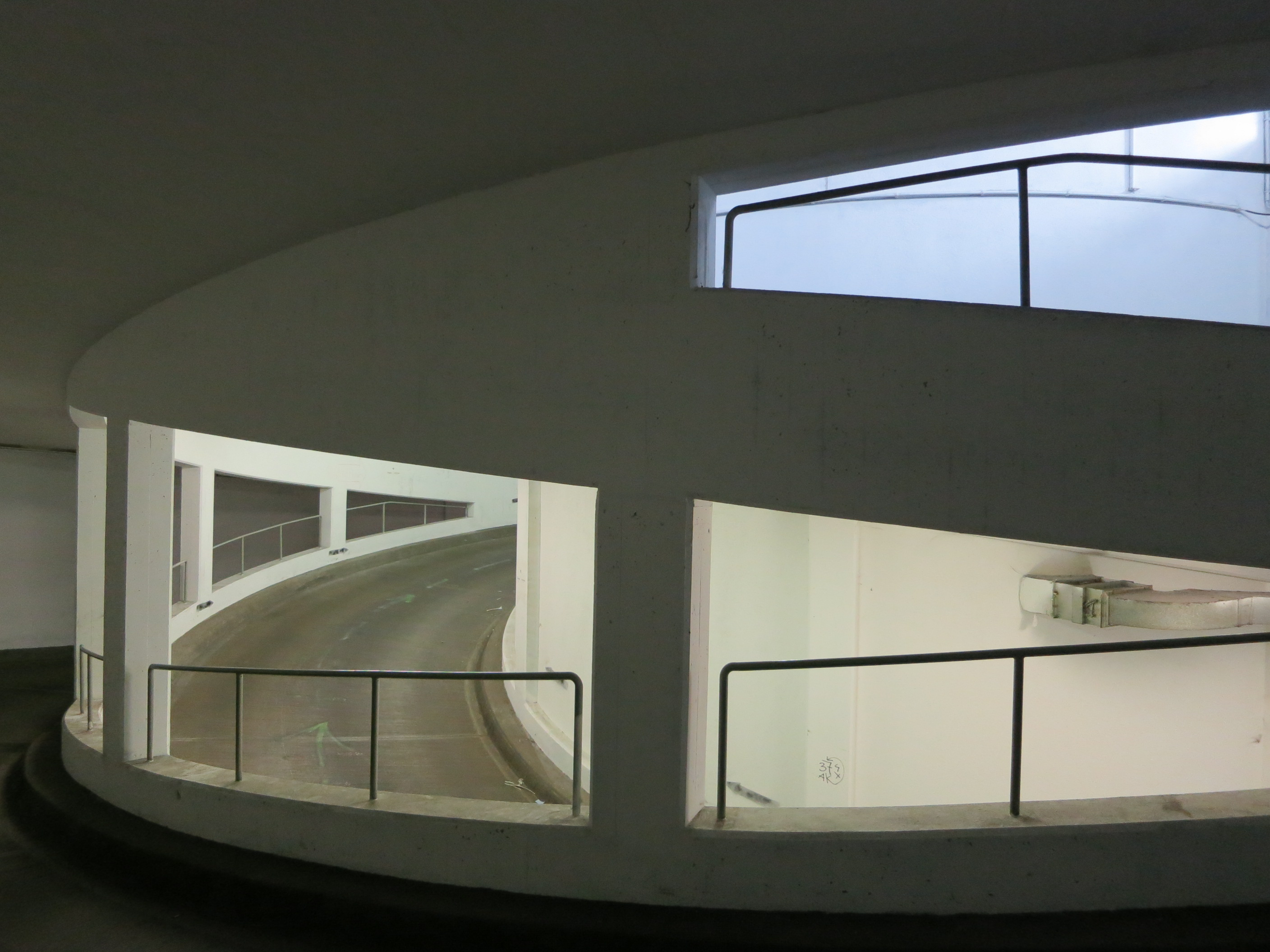
Rampenhelix

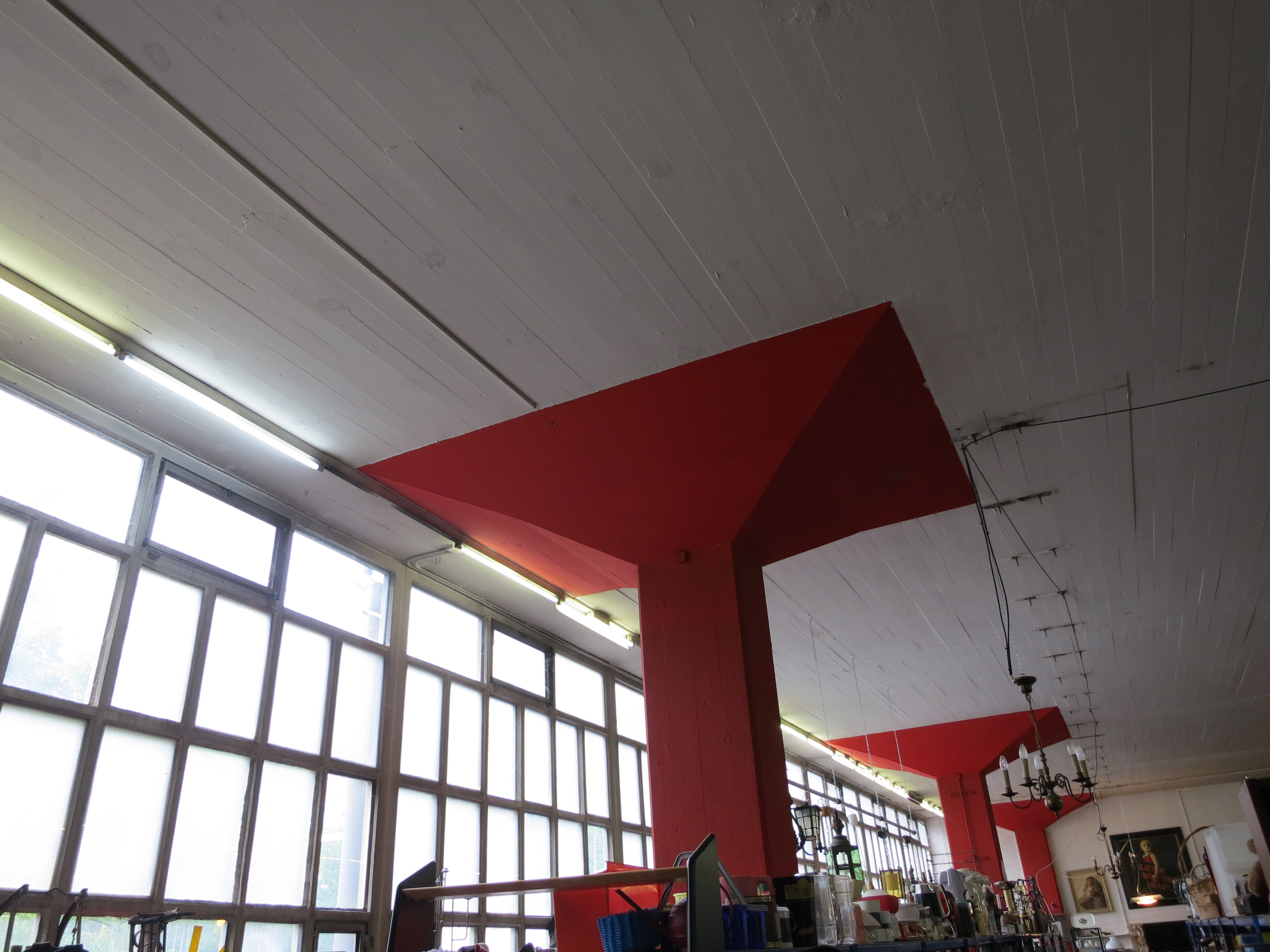
Helle Werkstatthalle mit Pilzstützen

Die Grossgarage Schlotterbeck war eine Autowerkstatt (in der Schweiz auch Garage oder Carrosserie) der Firma Schlotterbeck Automobil AG in Zürich. Das 1951 von
Hans Rudolf Suter (1908–2001) und Peter Suter (1914–1998) vom bekannten Basler Architekturbüro Suter & Suter entworfene Beton- und Glasgebäude ist die einzige Garage in der Zürcher Baukultur.

## Geschichte
Der Gründer und Direktor der Firma C. Schlotterbeck Automobile AG, Basel, Carl Schlotterbeck (1874–1945), hatte bereits 1927/28 eine Grossgarage in Basel errichten lassen. Das rasche Aufkommen des Automobils, das in den Grossstädten die Errichtung von Grossgaragen notwendig machte, sowie die Entwicklung im Bauwesen ermöglichten erstmals einen Skelettbau dieser Grösse aus Stahl und Eisenbeton. Das denkmalpflegerisch wertvolle, aber nicht geschützte, Objekt der Industriekultur wurde 1994 abgebrochen.
Die Zürcher Grossgarage der Firma Schlotterbeck wurde in den 1950er Jahren als Citroën-Garage an zentraler Lage an der Badenerstrasse in Zürich-Aussersihl gebaut und bot Platz für 120 Angestellte. Die beiden Architekten hatten ähnliche Bauten bereits in Biel und Basel erstellt.

## Gebäude
Der Garagenbau besteht aus einem vorgeschobenen Ausstellungs- und Verkaufsraum, einem Turm mit – als Doppelhelix angelegten – Zufahrtsrampen und einem längsrechteckigen Werkstatthallenbau mit Pilzstützen.
Der gegen die Badenerstrasse gerichtete Ausstellungsraum mit seinen grossen Glasscheiben diente als Verkaufsraum für neue Autos. In dem dahinter stehenden Turm mit halbzylindrischem Körper und der schmalen Fensterreihe am oberen Rand befinden sich zwei Rampen, die sich nebeneinander korkenzieherartig und gegenläufig je zwei Mal um die eigene Achse drehen und als Zufahrtsrampen zu den Werkhallen dienen. Die äussere Spur wurde benutzt, um mit den Autos die zwei Stockwerke hochzufahren, die innere um hinunterzufahren. Dieses Servicestrassenkonzept ermöglichte früher einen effizienten Garagenbetrieb, dank den zwei Spuren gab es keine Staus.
Hinter dem Turm befindet sich eine über 30 Meter hohe, mehr als 200 Jahre alte Halle. Sie wurde weit hinter der damaligen Stadtgrenze im noch unbebauten Aussersihl errichtet. Die in den 1960er Jahren um zwei Stockwerke erhöhte Halle diente der Grossgarage Schlotterbeck als Werkstatt und Lagerraum. Die Fassade im Erdgeschoss mit den durch Stahlträger entwickelten karierten, Licht spendenden Fenster – damals gab es noch keine grossen Scheiben – aus dem 19. Jahrhundert ist ein Zeuge der Industrialisierung.
1974 wurde die Garage sanft renoviert. Vieles befindet sich heute noch im Originalzustand. Im Turm und im Ausstellungsraum besteht der Boden aus grauen Kacheln mit einem geometrischen Muster. 2011 wurde der Garagebetrieb aufgegeben, weil Citroën an einen weniger zentralen Ort umzog. Die Hallen sollen zu Wohnungen umgenutzt werden, der denkmalgeschützte Turm wird erhalten bleiben.